# Maroon 5
Maroon 5 ist eine US-amerikanische Pop-Rock-Band aus Los Angeles. Sie wurde ab 2004 durch Songs wie This Love, She Will Be Loved und Moves like Jagger bekannt.

## Geschichte

### Kara’s Flowers
Drei der Bandmitglieder kannten sich bereits, seit sie gemeinsam die Junior High School in Los Angeles besucht hatten. Als sie die Brentwood School besuchten, schlossen sich Adam Levine, Mickey Madden und Ryan Dusick an, die bereits zusammen Musik machten und gründeten die Band Kara’s Flowers, eine Garagenrock-/Grunge-Band, die ihren ersten Auftritt im Whisky A Go-Go im September 1995 hatte. Zu dieser Zeit sang Adam Levine noch mit einer tieferen Stimme im Grunge-Stil.
Während die Bandmitglieder noch die High School besuchten, schloss die Band einen Vertrag mit Reprise Records und veröffentlichte 1997 ihr Album The Fourth World, als gerade drei der vier Mitglieder ihren Schulabschluss machten. Zu Soap Disco, dem ersten Stück auf dem Album, wurde ein Video gedreht, das aber auf MTV keinen Erfolg hatte. Trotz Tourneen mit Reel Big Fish und Goldfinger brachte das Album kaum Geld ein. 1999 trennte sich die Band von Reprise Records. Aufgrund der späteren Bekanntheit von Maroon 5 wurden nach Songs About Jane mehr Exemplare von The Fourth World verkauft als in der Zeit davor.
Nach der Trennung von Reprise Records gingen die Musiker auf vier verschiedene Colleges überall in den USA. Während dieser Zeit entdeckten sie neue Musikstile und entwickelten Vorlieben für Pop, R&B, Soul und Gospel, die später den Stil und Klang von Maroon 5 stark beeinflussten. Die vier Mitglieder von Kara’s Flowers blieben in Kontakt und begann 2001, wieder gemeinsam Musik zu machen. Da Jesse Carmichael von der Gitarre zum Keyboard gewechselt hatte, brauchten sie einen neuen Gitarristen. Dieser wurde mit James Valentine, der vorher in der Band Square gespielt hatte, gefunden.

### Gründung von Maroon 5

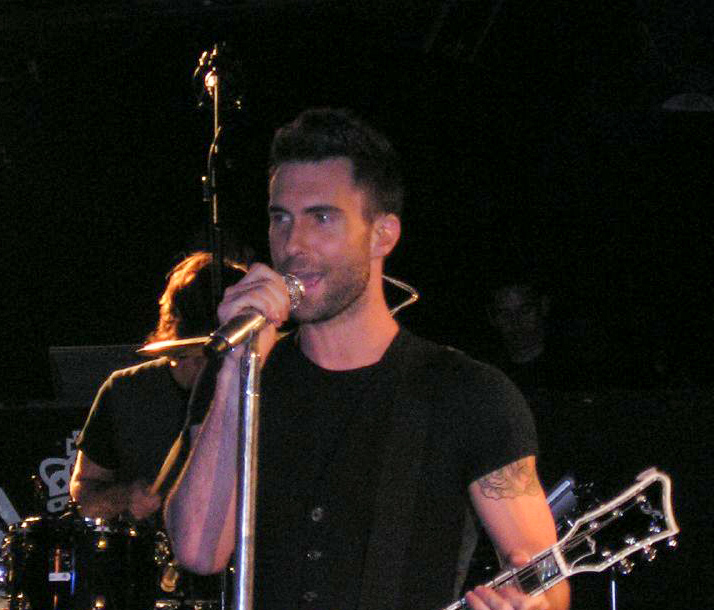
Adam Levine

Als James Valentine dazu kam, nahm die Band den Namen Maroon an und änderte ihn wenige Monate später wegen eines Namenskonfliktes in Maroon 5. Adam Levine beschrieb in einem Interview mit VH1, wie diese Zeit den neuen Stil der Band beeinflusste:

„Während der Zeit unserer Verträge mit Plattenlabels verbrachte ich viel Zeit in New York, wo ich eine städtische und von Hip-Hop geprägte Kultur kennenlernte, die mir in L.A. nie begegnet war. Das regte mich zu einem vollkommen neuen Musikgenre an, welches einen tiefgreifenden Einfluss auf mein Liederschreiben hatte.“

2001 unterschrieb Maroon 5 einen Vertrag mit Octone Records, einem unabhängigen Label in New York.

### Songs About Jane
Die Gruppe nahm ihr Debütalbum Songs About Jane in Los Angeles mit dem Produzenten Matt Wallace auf, der schon mit Bands wie Blues Traveler und Third Eye Blind gearbeitet hatte. Zu vielen Liedern auf dem Album war die Band unmittelbar durch Adam Levines turbulente Beziehung zu seiner Ex-Freundin Jane inspiriert worden. Levine sagte zu dem Titel des Albums:

„Wir machten gerade Schluss, als die Band mit den Studioaufnahmen startete. Nach dem Aufstellen einer Liederliste entschieden wir uns das Album Songs About Jane zu nennen, weil wir meinten, dass wir mit diesem Titel die ehrlichste Aussage machen konnten.“

She Will Be Loved wird in dem Film Mit dir an meiner Seite gespielt und befindet sich auch auf dem Soundtrack zum Film.

### Umbesetzung
Im September 2006 wurde auf der Website von Maroon 5 bekanntgegeben, dass Ryan Dusick nicht mehr Schlagzeuger der Band sei. Aufgrund anhaltender Schulterprobleme, die beim Spielen am Schlagzeug starke Schmerzen verursachen, musste er seinen Austritt bekanntgeben. Ersetzt wurde er durch Matt Flynn, der ihn schon seit über zwei Jahren vertreten hatte. Allerdings hatte sich Dusick nach seinem Ausstieg nicht völlig von der Band zurückgezogen. Er war als Musical Director für das Album It Won’t Be Soon Before Long, das 2007 erschien, mitverantwortlich.

### Hands All Over
Im September 2010 veröffentlichte die Band ihr drittes Studioalbum, Hands All Over. Es konnte sich im deutschsprachigen Raum sofort nach Veröffentlichung in den Top 20 der Albumcharts platzieren, wobei es aber nicht an den Erfolg der Vorgänger anknüpfen konnte. Im August 2011 wurde eine Re-Edition des Albums veröffentlicht, die mit Moves like Jagger (feat. Christina Aguilera) und einem Cover des Queen-Hits Crazy Little Thing Called Love zwei zusätzliche Stücke enthielt. Besonders Moves like Jagger etablierte sich schnell als Hit und platzierte sich auf Platz zwei der deutschen Singlecharts.

### Overexposed
Im März 2012 gab die Band bekannt, dass Gründungsmitglied, Keyboarder, Rhythmus-Gitarrist und Hintergrund-Sänger Jesse Carmichael die Band auf unbestimmte Zeit verlasse. Die Gruppe würde die Arbeit an ihrem vierten Studioalbum mit der Hilfe von PJ Morton weiterführen, der die Band schon seit einiger Zeit bei Touren begleitet hatte. Danach teilte die Band mit, dass im Juni 2012 ihr viertes Studioalbum, Overexposed erscheine. Die erste Singleauskopplung, Payphone, erschien im April 2012 und wurde zusammen mit Wiz Khalifa aufgenommen. Außerdem sind auf dem Album elf weitere neue Songs enthalten. Adam Levine bezeichnete das neue Album, „als die bisher […] vielschichtigste und zugleich poppigste Platte, die [sie] jemals gemacht haben. […]“ Payphone erreichte Platz 1 in Großbritannien.
Die zweite Single aus dem Album, One More Night, erschien im September 2012 in Deutschland und erreichte dort Platz 42 der Charts, während sie sich in den USA bis an die Spitze der Hitlisten kämpfen konnte. Zwei weitere Singles, Daylight (veröffentlicht weltweit im November 2012) und Love Somebody (veröffentlicht weltweit im Mai 2013), waren in vielen Ländern ebenfalls sehr erfolgreich.

### VundRed Pill Blues
Im April 2014 bestätigte Carmichael, dass er seine zweijährige Pause beenden und zur Band zurückkehren wolle. Im Mai gaben Maroon 5 bekannt, dass sie einen Vertrag mit Interscope Records unterzeichnet hätten, um ihr fünftes Studioalbum V aufzunehmen. In Deutschland erschien es im August 2014. Das Album war von 2013 bis 2014 mit den Produzenten Max Martin, Benny Blanco, Ryan Tedder, Shellback und Sam Martin aufgenommen worden. Zudem wurde ein Vertrag mit Live Nation für eine weltweite Tour abgeschlossen. Im August 2015 wurden die Singles Maps und Animals in Deutschland veröffentlicht,
Der langjährige Manager der Band, Jordan Feldstein (Bruder von Jonah Hill und Beanie Feldstein), starb im Dezember 2017, nur wenige Wochen nach dem Erscheinen des sechsten Studioalbums Red Pill Blues. Aus Anlass der Aufnahmen war der Multiinstrumentalist Sam Farrar, der die Band bereits seit 2012 als Livemusiker begleitet hatte, als Vollmitglied aufgenommen worden.

### Jordi
Im März erschien in Zusammenarbeit mit Megan Thee Stallion der Song Beautiful Mistakes. Das Lied erreichte auf Spotify mehr als neun Millionen Abrufe. Am 11. Juni 2021 erschien ihr siebtes Studioalbum Jordi.

## Stil
Durch den Beitritt von Valentine erweiterte sich der Stil der Band um Elemente aus Soul, Funk und Rhythm & Blues. Zu den weiteren Einflüssen der Band gehören Prince und AC/DC. Kritiker verglichen die Lieder ebenfalls mit den Red Hot Chili Peppers (She Will Be Loved), einem jugendlichen Stevie Wonder (Sunday Morning), mit The Police (Won’t Go Home Without You) und den Beach Boys.
Auf dem zweiten Album It Won’t Be Soon Before Long wurde der Stil durch den neuen Schlagzeuger Matt Flynn zunächst ein wenig härter. Seit dem dritten Album hingegen wurden die Rockeinflüsse immer mehr zugunsten von tanzbarer elektronischer Musik zurückgedrängt.

## Diskografie
Studioalben

| Jahr               | Titel Musiklabel                               | Höchstplatzierung, Gesamtwochen, AuszeichnungChartplatzierungen (Jahr, Titel, Musiklabel, Platzierungen, Wochen, Auszeichnungen, Anmerkungen) | Höchstplatzierung, Gesamtwochen, AuszeichnungChartplatzierungen (Jahr, Titel, Musiklabel, Platzierungen, Wochen, Auszeichnungen, Anmerkungen) | Höchstplatzierung, Gesamtwochen, AuszeichnungChartplatzierungen (Jahr, Titel, Musiklabel, Platzierungen, Wochen, Auszeichnungen, Anmerkungen) | Höchstplatzierung, Gesamtwochen, AuszeichnungChartplatzierungen (Jahr, Titel, Musiklabel, Platzierungen, Wochen, Auszeichnungen, Anmerkungen) | Höchstplatzierung, Gesamtwochen, AuszeichnungChartplatzierungen (Jahr, Titel, Musiklabel, Platzierungen, Wochen, Auszeichnungen, Anmerkungen) | Anmerkungen                                                    |
| Jahr               | Titel Musiklabel                               | DE | AT | CH | UK | US | Anmerkungen                                                    |
| ------------------ | ---------------------------------------------- | --- | --- | --- | --- | --- | -------------------------------------------------------------- |
| als Kara’s Flowers |                                                | | | | | |                                                                |
|                    |                                                | | | | | |                                                                |
| 1995               | …We Like Digging? Selbstverlag                 | — | — | — | — | — | Erstveröffentlichung: 16. September 1995                       |
| 1997               | The Fourth World Reprise Records (WEA)         | — | — | — | — | — | Erstveröffentlichung: 19. August 1997                          |
| als Maroon 5       |                                                | | | | | |                                                                |
|                    |                                                | | | | | |                                                                |
| 2002               | Songs About Jane J Records (Sony BMG)          | DE5 Platin · (56 Wo.)DE | AT7 Gold · (39 Wo.)AT | CH12 Gold · (51 Wo.)CH | UK1 ×7Siebenfachplatin · (88 Wo.)UK | US6 ×4Vierfachplatin · (158 Wo.)US | Erstveröffentlichung: 25. Juni 2002 Verkäufe: + 10.043.571     |
| 2007               | It Won’t Be Soon Before Long A&M Records (UMG) | DE6 Gold · (27 Wo.)DE | AT14 (11 Wo.)AT | CH6 (24 Wo.)CH | UK1 Platin · (38 Wo.)UK | US1 ×2Doppelplatin · (84 Wo.)US | Erstveröffentlichung: 16. Mai 2007 Verkäufe: + 3.651.000       |
| 2010               | Hands All Over A&M Records (UMG)               | DE17 (8 Wo.)DE | AT20 (6 Wo.)AT | CH10 (8 Wo.)CH | UK6 Platin · (47 Wo.)UK | US2 Platin · (124 Wo.)US | Erstveröffentlichung: 21. September 2010 Verkäufe: + 2.368.500 |
| 2012               | Overexposed A&M Records (UMG)                  | DE4 (12 Wo.)DE | AT7 (14 Wo.)AT | CH7 (27 Wo.)CH | UK2 Platin · (46 Wo.)UK | US2 Platin · (95 Wo.)US | Erstveröffentlichung: 22. Juni 2012 Verkäufe: + 2.662.000      |
| 2014               | V Interscope Records (UMG)                     | DE6 Gold · (8 Wo.)DE | AT10 Platin · (4 Wo.)AT | CH2 (32 Wo.)CH | UK4 Platin · (56 Wo.)UK | US1 ×3Dreifachplatin · (123 Wo.)US | Erstveröffentlichung: 29. August 2014 Verkäufe: + 4.810.000    |
| 2017               | Red Pill Blues Interscope Records (UMG)        | DE44 (1 Wo.)DE | AT31 Gold · (1 Wo.)AT | CH21 (4 Wo.)CH | UK12 Gold · (4 Wo.)UK | US2 Platin · (110 Wo.)US | Erstveröffentlichung: 3. November 2017 Verkäufe: + 1.722.500   |
| 2021               | Jordi Interscope Records (UMG)                 | DE39 (2 Wo.)DE | AT33 (2 Wo.)AT | CH10 (4 Wo.)CH | UK19 (2 Wo.)UK | US8 Gold · (20 Wo.)US | Erstveröffentlichung: 11. Juni 2021 Verkäufe: + 620.000        |

## Auszeichnungen
Billboard Music Awards
- 2004: in der Kategorie „Digital Artist of the Year“
- 2007: in der Kategorie „Top Digital Album“ (It Won’t Be Soon Before Long)

Grammy Awards
- 2005: in der Kategorie „Best New Artist“
- 2006: in der Kategorie „Best Pop Performance by a Duo or Group with Vocals“ (This Love)
- 2008: in der Kategorie „Best Pop Performance by a Duo or Group with Vocals“ (Makes Me Wonder)

Groovevolt Music and Fashion Award
- 2005: in der Kategorie „Best Collaboration, Duo or Group“ (She Will Be Loved)

MTV Europe Music Awards
- 2004: in der Kategorie „Best New Act“

MTV Video Music Awards (Latin America)
- 2004: in der Kategorie „Best Rock Artist International“
- 2004: in der Kategorie „Best New Artist International“

New Music Weekly Award
- 2004: in der Kategorie „AC40 Group/Duo of the Year“

NRJ Radio Awards
- 2005: in der Kategorie „International Breakout Act & Best International Song“ (This Love)

Teen Choice Award
- 2004: in der Kategorie „Choice Breakout Artist“

World Music Awards
- 2004: in der Kategorie „World’s Best New Group“

American Music Awards
- 2011: in der Kategorie „Favorite Pop/Rock Band/Duo/Group“